# Synode von Emden

Stadthalle am Falderndelft – Tagungsort der Emder Synode

Die Synode von Emden fand vom 4. Oktober bis zum 13. Oktober 1571 in Emden statt. Sie war die erste Nationalsynode der Niederländischen Reformierten und prägte das Selbstverständnis und die presbyterial-synodale Kirchenordnung der reformierten Kirchen bis heute entscheidend.

## Geschichtlicher Hintergrund
Im Zuge des zunehmenden Drucks, den Karl V. als König von Spanien nach der Reformation auf die Niederlande ausübte, verließen ab Mitte der 1540er Jahre Tausende von Religionsflüchtlingen reformierten Glaubens die Niederlande. Der Konflikt eskalierte, als der Herzog von Alba in den Jahren 1567 bis 1573 als Statthalter der habsburgischen Niederlande auf Anordnung des spanischen Königs Philipp II. gewaltsam gegen die aufständischen Protestanten und deren Sympathisanten vorging. Zehntausende flohen daraufhin nach England und Deutschland und gründeten dort niederländische Gemeinden. In Emden gab es eine große reformierte Gemeinde, in der die niederländischsprachigen Flüchtlinge aufgrund derselben Sprache integriert waren. Daneben bestand auch eine wallonischsprachige reformierte Gemeinde. Bereits auf dem Weseler Konvent (1568) wurde für die Flüchtlingsgemeinden eine verbindliche Kirchenordnung beschlossen, die auf einem dreistufigen Synodalsystem basierte. In einem Rundschreiben von Gaspar van der Heyden (Caspar Heidanus, Jasparus Heydanus) und Philips van Marnix an die niederländischen Gemeinden vom 21. März 1570 wurden drei weitere Beratungspunkte angesprochen, die weiterer Klärung bedurften: Die Ausbildung der künftigen Prediger, die Art der Kooperation unter den Gemeinden und die Versorgung durchreisender Flüchtlinge. Die für September 1570 in Frankfurt am Main geplante Versammlung musste jedoch aufgeschoben werden.

## Tagungsort
Die Synode traf sich in der sogenannten Stadthalle, einem Lagerhaus am Falderndelft. Das Gebäude war von dem Antwerpener Stadtbaumeister Laurens van Steenwinkel errichtet worden. In ihm war bis 1582 auch die Emder Rüstkammer untergebracht. Der französischsprachigen niederländischen Flüchtlingsgemeinde diente das Erdgeschoss der Stadthalle bis 1803 als Gottesdienstort. Im Zweiten Weltkrieg wurde der historische Bau zerstört.

## Verlauf
Die Emder Synode wurde völlig unabhängig von der staatlichen Obrigkeit durchgeführt. Ebenso war es die alleinige Verantwortung einer reformierten Kirchengemeinde, die Synodalbeschlüsse umzusetzen.
Das Einladungsschreiben datiert vom 30. Juni 1571, wurde in Heidelberg verfasst und ist von Petrus Dathenus, Johannes Taffinus und Petrus Colonius unterschrieben. Angesetzt wurde für den Beginn der Synode der 1. Oktober 1571. Nachdem man zunächst Köln als Tagungsort vorgeschlagen hatte, wurde aus Rücksicht auf eine aus England erwartete Delegation Emden für geeigneter befunden. Als die englischen Teilnehmer nicht eintrafen, verzögerte dies den Beginn der Synode, so dass sie erst am 4. Oktober eröffnet wurde. Nach der Beschlussfassung und der Unterzeichnung der Kirchenordnung endete die Emder Synode am 13. Oktober 1571. Versammlungsort war das vormalige Zeughaus am Falderntor, das inzwischen als Predigtstätte der französischen Gemeinde diente. Dieses Gebäude, die spätere alte Stadthalle, wurde im Zweiten Weltkrieg völlig zerstört.
Unterzeichnet wurden die Beschlüsse von 29 Personen. Gaspar van der Heyden, Pastor in Frankenthal, fungierte als Präses der Synode, Jean Taffin (Joannes Taffinus), Pastor der französischen Gemeinde in Heidelberg, als Assessor, Johannes Kerckhoven (Polyander) d. Ä. (1535–1598), Pastor der französischen Gemeinde in Emden, als Schriftführer. Unter den 29 Unterzeichnenden finden sich drei zukünftige und zwei ehemalige Pastoren sowie fünf Älteste. Möglicherweise gab es weitere Synodenteilnehmer, die aber nicht unterzeichnet haben. Die 19 Pastoren kamen aus niederländischen oder französischen Gemeinden in Deutschland (Aachen, Emden, Emmerich, Frankenthal, Heidelberg, Köln, Wesel) sowie aus Antwerpen, Gent, Amsterdam, Brielle und Westfriesland. Die Hälfte der Teilnehmer war inzwischen jedoch in ostfriesischen Flüchtlingsgemeinden beheimatet. Der bedeutende reformierte Theologe Albert Hardenberg, seit 1567 Erster Prediger in Emden, nahm nicht an der Synode in seinem Wohnort teil, wohl weil er der Synodalverfassung reserviert gegenüberstand.

## Inhalt
Die Emder Synode entwickelte Grundsätze für Ämter in der Ortskirche und die synodale Struktur der reformierten Kirche insgesamt. Sie verabschiedete und unterzeichnete eine Kirchenordnung und Antworten auf einen Katalog mit speziellen Fragen. Den 53 Artikeln Generalia folgen 25 Artikel Particularia, die Anfragen einzelner Gemeinden behandeln, sowie eine Synodalordnung über die Zuständigkeiten und Aufgaben der synodalen Körperschaften. Die Beschlüsse wurden in Latein als der Verkehrssprache festgehalten.
Zugunsten des Prinzips der Subsidiarität wurde eine hierarchische Kirchenstruktur abgelehnt.
Als programmatisch kann der erste Paragraph gelten:

„Keine Gemeinde soll über andere Gemeinden, kein Pastor über andere Pastoren, kein Ältester über andere Älteste, kein Diakon über andere Diakone den Vorrang oder die Herrschaft beanspruchen, sondern sie sollen lieber dem geringsten Verdacht und jeder Gelegenheit aus dem Wege gehen.“

Die Vertreter der Synode entfalteten eine dreistufige presbyterial-synodale Struktur mit Classicalversammlungen, Partikularsynoden und Generalsynoden nach dem Vorbild der französischen „Ordonnances ecclesiastiques“ (1559). Demzufolge ist die Ortsgemeinde autonom und regelt ihre eigenen Angelegenheiten selbst. Übergreifende Belange werden von der Classis als dem Zusammenschluss regionaler Gemeinden geregelt, die mindestens je zwei Vertreter des Presbyteriums entsenden (Prediger und Älteste).

„Wenn in einer Gemeinde der Classis etwas geschieht, was durch ihr Konsistorium nicht belegt werden kann, das soll auf der Classicalversammlung untersucht und entschieden werden, sodann ist eine Appellation an die Provinzialsynode möglich.“

Der Classis kommt keine kirchengesetzliche oder kirchenregimentliche Kompetenz zu. Sie ist vor allem im Bereich der übergemeindlichen Aufsichtspflicht, der Visitationen und Kirchenzucht angesiedelt. Auch nimmt sie die Prüfung der Predigerkandidaten und die Ordinationen vor. Die Classis entspricht von ihren Funktionen her etwa dem lutherischen Superintendenten. Der Classis übergeordnet ist die überregionale Partikularsynode oder Provinzialsynode und für nationale Angelegenheiten ist die Generalsynode zuständig.